# Gattendorf (Burgenland)
Gattendorf  (Gáta em húngaro, Raušer em croata), é um município na Áustria, do estado da Burgenlândia (Burgenland).

## Geografia
Localizado ao leste do país no distrito Neusiedl am See, que faz a parte da Planície da Panónia.
O município é limitado no Nordeste pelo rio Leitha, que define a fronteira com Baixa Áustria (Niederösterreich).
18 quilômetros ao sul está situado Lago de Neusiedl (Neusiedler See).

## Historia
A primeira referência mais antiga conhecida da freguesia data ambas inseridas em documento do Ano de 1209 como "desastre". No entanto, no município houve do ano de 1146 uma pequena capela de madeira.